# Теплоёмкость электронного газа
Теплоёмкость электронного газа — количество теплоты, которую необходимо передать электронному газу для того, чтобы повысить его температуру на 1 К. Она намного меньше по величине при высоких температурах, чем теплоёмкость кристаллической решётки.

## Вырожденный газ
Для трёхмерного невзаимодействующего электронного газа в металлах с параболическим законом дисперсии распределение электронов по энергии подчиняется статистике Ферми — Дирака. При достаточно низких температурах теплоёмкость вырожденного газа определяется формулой
{\displaystyle c_{V}^{e}={\frac {(2m)^{3/2}}{2\pi ^{2}\hbar ^{3}}}\mu _{0}^{3/2}{\frac {\pi ^{2}}{3}}k_{B}^{2}T=k_{B}n_{0}{\frac {\pi ^{2}}{3}}{\frac {k_{B}T}{\mu _{0}}}=ZR{\frac {\pi ^{2}}{3}}{\frac {k_{B}T}{\mu _{0}}}},
где {\displaystyle m} — масса электрона, {\displaystyle \hbar } — приведённая постоянная Планка, {\displaystyle k_{B}} — постоянная Больцмана, {\displaystyle \mu _{0}} — уровень Ферми, {\displaystyle T} — температура, {\displaystyle n_{0}} — число электронов в единице объёма, {\displaystyle R} — универсальная газовая постоянная, {\displaystyle Z} — число валентных электронов на атом.
Теплоёмкость стремится к нулю при малых температурах, удовлетворяя теореме Нернста и линейно возрастает с температурой. Поскольку теплоёмкость кристаллической решётки при низких температурах пропорциональная кубу температуры (см. закон Дебая), то существует область низких температур, при которых теплоёмкость электронов больше чем теплоёмкость решётки. Однако при более высоких температурах, чем температура Дебая, вклад электронной подсистемы в общую теплоёмкость твёрдого тела не превышает нескольких процентов. Для этих температур справедливо
{\displaystyle {\frac {c_{V}^{e}}{c_{V}^{L}}}\approx {\frac {k_{b}T}{\mu _{0}}}},
где {\displaystyle c_{V}^{L}} — теплоёмкость кристаллической решётки.
Объясняется такое соотношение тем, что вклад в электронную теплоёмкость вносят лишь те электроны, которые имеют энергию, близкую к энергии Ферми. Электроны с энергиями, намного меньшими, чем энергия уровня Ферми, не могут получать тепло, поскольку для увеличения энергии им нужно было бы перейти на близкие энергетические уровни внутри зоны, уже занятые другими электронами. Из-за принципа Паули переход в занятое другим электроном состояние невозможен.

## Невырожденный электронный газ
В собственных полупроводниках электронный или дырочный газ в, соответственно, зоне проводимости или валентной зоне, невырожденный. Электрон или дырка могут менять свою энергию поскольку их концентрация имеет сравнимое с количеством свободных состояний. Однако таких электронов или дырок в собственном полупроводнике немного, поэтому, хотя вклад каждого из них в теплоёмкость по закону равнораспределения равняется {\displaystyle {\frac {3k_{B}}{2}}}, эти квазичастицы образуются лишь при переходе электрона из валентой зоны в зону проводимости. Вероятность такого перехода пропорциональна {\displaystyle \exp(-{\frac {E_{g}-\mu }{k_{B}T}})}, где {\displaystyle E_{g}} — ширина запрещённой зоны, а {\displaystyle \mu } — химический потенциал. При высоких температурах {\displaystyle \mu \approx E_{g}/2}. Поскольку {\displaystyle E_{g}\gg k_{B}T} вклад электронов и дырок в теплоёмкость незначительна. Её можно оценить по формуле
{\displaystyle c_{V}^{e}=k_{B}n_{i}\exp(-E_{g}/2k_{B}T)\left({\frac {15}{2}}+3{\frac {E_{g}}{k_{B}T}}+{\frac {1}{2}}\left({\frac {E_{g}}{k_{B}T}}\right)^{2}\right)}